# Lester Patrick Trophy

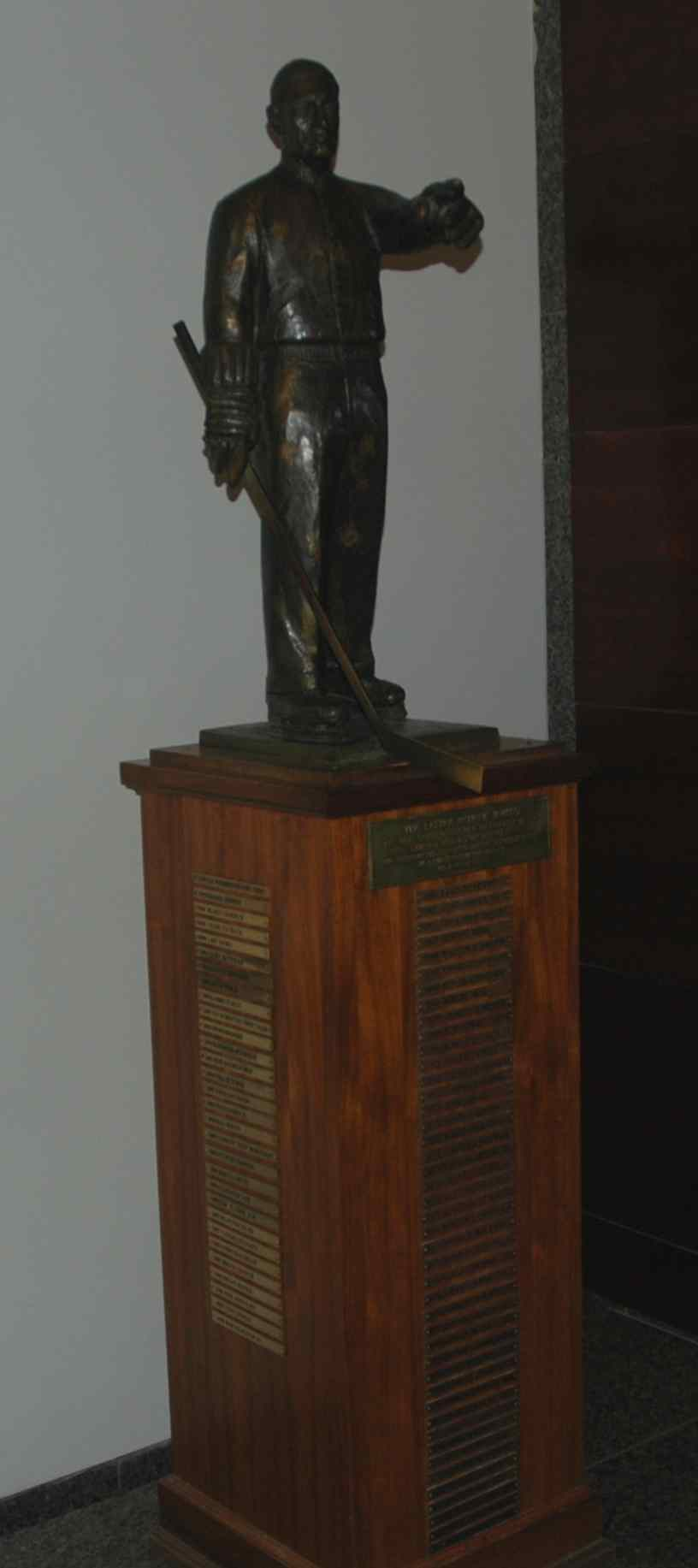
Die Lester Patrick Trophy in der Hockey Hall of Fame in Toronto

Die Lester Patrick Trophy ist eine Eishockey-Trophäe, die von der National Hockey League (NHL) und USA Hockey seit 1966 jährlich für besondere Verdienste rund um den Eishockeysport in den Vereinigten Staaten und in der NHL verliehen wird. Die Trophäe kann an Spieler, Funktionäre, Trainer oder Schiedsrichter vergeben werden. Sie ist nach Lester Patrick (1883–1960), einem Spieler und Trainer der New York Rangers benannt und wurde von den New York Rangers gestiftet.
Die Preisträger erhalten ein kleines Duplikat der Trophäe übergeben. Auf dem Sockel wird ein Schild mit den Namen jedes Preisträgers angebracht.

## Liste der Preisträger
| Jahr | Preisträger                                                               |
| ---- | ------------------------------------------------------------------------- |
| 2024 | Sam Rosen                                                                 |
| 2023 | Joe Bertagna                                                              |
| 2022 | Warren Strelow                                                            |
| 2021 | Jack Barzee                                                               |
| 2020 | Lynn Olson                                                                |
| 2019 | Dr. Jack Blatherwick                                                      |
| 2018 | Jim Johannson                                                             |
| 2017 | Peter Lindberg Dave Ogrean                                                |
| 2016 | Mark Howe Pat Kelly                                                       |
| 2015 | Jeremy Jacobs Bob Crocker                                                 |
| 2014 | Bill Daly Paul Holmgren                                                   |
| 2013 | Kevin Allen                                                               |
| 2012 | Bob Chase-Wallenstein Dick Patrick                                        |
| 2011 | Mark Johnson Bob Pulford Tony Rossi Jeff Sauer                            |
| 2010 | David Andrews Cam Neely Jack Parker Jerry York                            |
| 2009 | Mark Messier Mike Richter Jim Devellano                                   |
| 2008 | Phil Housley Brian Burke Bob Naegele Ted Lindsay                          |
| 2007 | Brian Leetch Cammi Granato Stan Fischler John Halligan                    |
| 2006 | Steve Yzerman Reed Larson Gordon „Red“ Berenson Glen Sonmor Marcel Dionne |
| 2005 | keine Vergabe wegen des Lockout                                           |
| 2004 | Mike Emrick John Davidson Ray Miron                                       |
| 2003 | Willie O’Ree Ray Bourque Ron DeGregorio                                   |
| 2002 | Herb Brooks Larry Pleau                                                   |
| 2001 | Gary Bettman Scotty Bowman David Poile                                    |
| 2000 | Mario Lemieux Craig Patrick Lou Vairo                                     |
| 1999 | Harry Sinden                                                              |
| 1998 | Peter Karmanos Neal Broten John Mayasich Max McNab                        |
| 1997 | Seymour H. Knox III Bill Cleary Pat LaFontaine                            |
| 1996 | George Gund Ken Morrow Milt Schmidt                                       |
| 1995 | Joe Mullen Brian Mullen Bob Fleming                                       |
| 1994 | Wayne Gretzky Robert Ridder                                               |
| 1993 | Frank Boucher Mervyn „Red“ Dutton Bruce McNall Gilbert Stein              |
| 1992 | Al Arbour Art Berglund Lou Lamoriello                                     |
| 1991 | Rod Gilbert Mike Ilitch                                                   |
| 1990 | Len Ceglarski                                                             |
| 1989 | Dan Kelly Lou Nanne Lynn Patrick Bud Poile                                |
| 1988 | Keith Allen Fred Cusick Bob Johnson                                       |
| 1987 | Hobey Baker Frank Mathers                                                 |
| 1986 | Jack MacInnes Jack Riley                                                  |
| 1985 | Jack Butterfield Arthur M. Wirtz                                          |
| 1984 | John Ziegler Arthur Howie Ross                                            |
| 1983 | Bill Torrey                                                               |
| 1982 | Emile Francis                                                             |
| 1981 | Charles M. Schulz                                                         |
| 1980 | Bobby Clarke Edward M. Snider Fred Shero                                  |
| 1979 | Bobby Orr                                                                 |
| 1978 | Phil Esposito Tom Fitzgerald William Thayer Tutt William Wirtz            |
| 1977 | Johnny Bucyk Murray A. Armstrong John Mariucci                            |
| 1976 | Stan Mikita George A. Leader Bruce A. Norris                              |
| 1975 | Donald M. Clark William L. Chadwick Tommy Ivan                            |
| 1974 | Alex Delvecchio Murray Murdoch Weston W. Adams Sr. Charles L. Crovat      |
| 1973 | Walter L. Bush Jr.                                                        |
| 1972 | Clarence Campbell John A. Kelly Ralph Weiland James D. Norris             |
| 1971 | William M. Jennings John B. Sollenberger Terry Sawchuk                    |
| 1970 | Edward W. Shore Jim Hendy                                                 |
| 1969 | Bobby Hull Edward J. Jeremiah                                             |
| 1968 | Thomas F. Lockhart Walter A. Brown General John R. Kilpatrick             |
| 1967 | Gordie Howe Charles Francis Adams James E. Norris                         |
| 1966 | Jack Adams                                                                |